# 北港神社

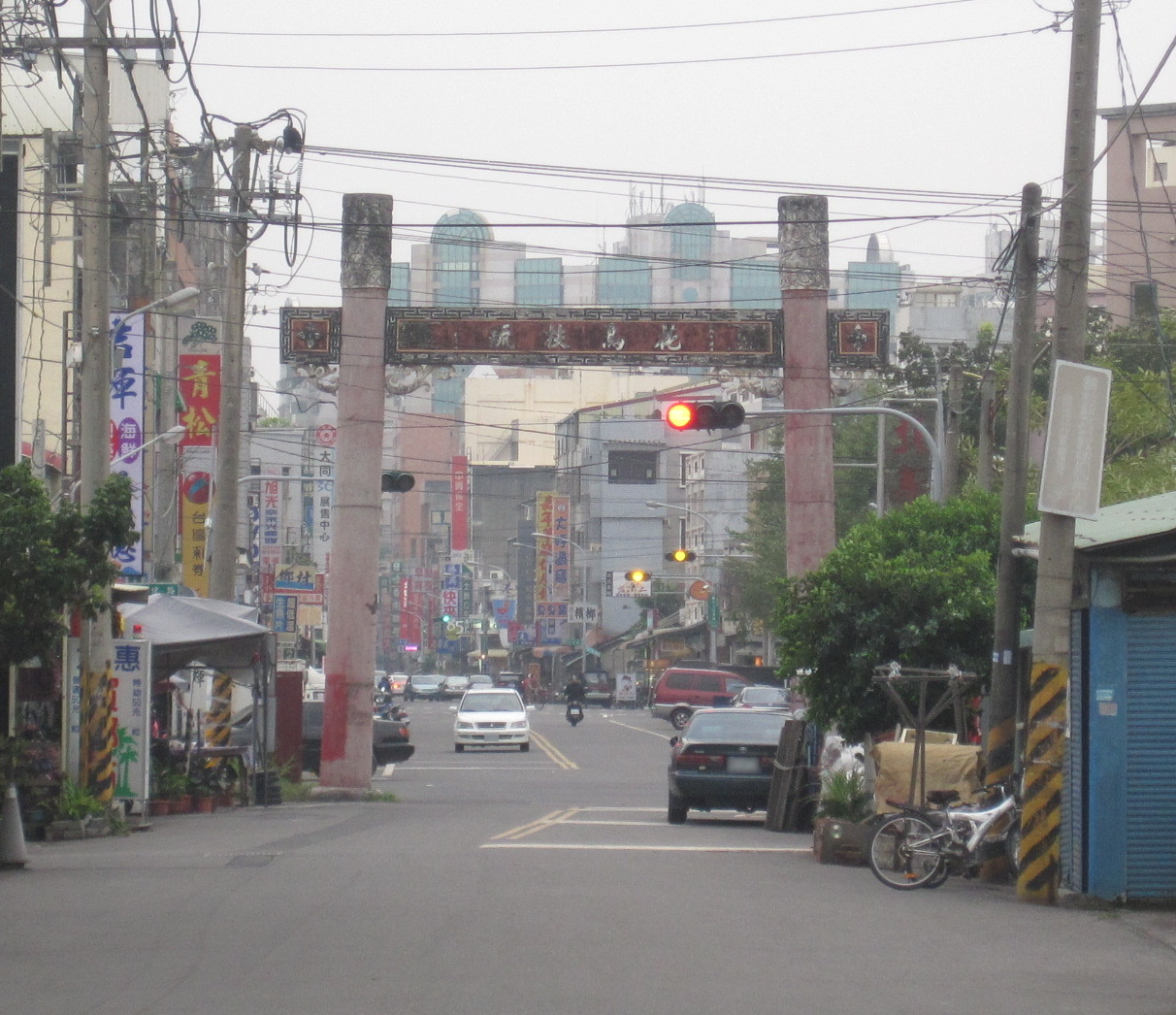
北港神社鳥居，已遭到改建

北港神社為昔日臺灣臺南州北港郡北港街（今雲林縣北港鎮）的神社，為全臺灣最晚列格為縣社的神社，亦為現今雲林縣境內社格最高的一座神社。
目前殘留的遺跡包括在一座鳥居（文化路上）、社務所與齋館以及手水舍。

## 沿革
臺灣日治時期昭和八年（1933年），北港街北邊針對北港溪興建堤防，並將附近開闢成北港公園。該年10月，北港郡郡守阿部熊男召集地方有力人士36人到郡役所商議，最後決定耗資2萬日圓來興建北港神社。工程預算中的5千日圓由北港郡內各街庄來負擔，其他部分則向境內官民、製糖公司等人募款。
昭和九年（1934年）11月26日落成舉行鎮座祭，當時的社格為無格社。最終神社興建費用為3萬7千日圓。之後北港神社在昭和十三年（1938年）7月11日列為鄉社，在此同時相關人士打算投入7萬日圓以「皇紀2600年紀念事業」的名義來擴建北港神社。計畫的內容包括遷移拜殿、社務所及宿舍，新建中門祓殿，改建祭器庫、手水舍，擴張神橋、更新神轎等等。
昭和十八年（1943年），耗資15萬日圓改建本殿，該年4月13日舉行「暫殿遷座式」，11月26日舉行本殿鎮座紀念日。在之後於昭和二十年（1945年）8月15日，北港神社改列為縣社。
二次大戰後，北港神社的本殿和拜殿在民國53年（1964年）燒毀。而其社務所與齋館在民國78年（1989年）遭局部拆除，至今仍為閒置的狀態。手水舍則改為北港運動公園的涼亭「鴻禧亭」。
北港神社社務所及齋館在民國99年（2010年）4月被登錄為雲林縣歷史建築。